# Wspólna Reprezentacja Niemiec na Letnich Igrzyskach Olimpijskich 1960
Niemcy na Letnich Igrzyskach Olimpijskich 1960 wystartowały jako Wspólna Reprezentacja Niemiec. Reprezentowana była przez 293 zawodników (238 mężczyzn i 55 kobiet). Był to 11 start reprezentacji Niemiec na letnich igrzyskach olimpijskich.

## Zdobyte medale
| Medal         | Zawodnik | Konkurencja                             | Rezultat                                                          |
| Boks          | Boks | Boks                                    | Boks                                                              |
| ------------- | --- | --------------------------------------- | ----------------------------------------------------------------- |
| Brąz          | Günter Siegmund | waga ciężka                             | W półfinale przegrał z reprezentantem ZPA Daniela Bekkera 294:286 |
| Jeździectwo   | |                                         |                                                                   |
| Złoto         | Hans Günter Winkler Fritz Thiedemann Alwin Schockemöhle                                                                                   | skoki przez przeszkody drużynowo        | 46,50 pkt                                                         |
| Brąz          | Josef Neckermann | ujeżdżenie indywidualnie                | 2082 pkt                                                          |
| Kajakarstwo   | |                                         |                                                                   |
| Złoto         | Dieter Krause Günther Perleberg Paul Lange Friedhelm Wentzke                                                                              | K-1 4 x 500 m                           | 7:39,43                                                           |
| Srebro        | Therese Zenz | K-1 500 m                               | 2:08,22                                                           |
| Srebro        | Ingrid Hartmann Therese Zenz | K-2 500 m                               | 1:56,66                                                           |
| Kolarstwo     | |                                         |                                                                   |
| Srebro        | Gustav-Adolf Schur Egon Adler Erich Hagen Günter Lörke                                                                                    | wyścig drużynowy na 100 km              | 2:16:36,51                                                        |
| Srebro        | Dieter Gieseler | 1 km ze startu zatrzymanego             | 1:08,75                                                           |
| Srebro        | Jürgen Simon Lothar Stäber | tandemy                                 | 2:08,22                                                           |
| Srebro        | Siegfried Köhler Bernd Barleben Peter Gröning Manfred Klieme                                                                              | 4 km drużynowo na dochodzenie           | 4:35,78                                                           |
| Lekkoatletyka | |                                         |                                                                   |
| Złoto         | Armin Hary | bieg na 100 m                           | 10,2 =                                                            |
| Złoto         | Bernd Cullmann Armin Hary Walter Mahlendorf Martin Lauer                                                                                  | sztafeta 4 x 100 m                      | 395                                                               |
| Srebro        | Carl Kaufmann | bieg na 400 m                           | 44,9                                                              |
| Srebro        | Hans Grodotzki | bieg na 5000 m                          | 13:33,6                                                           |
| Srebro        | Hans Grodotzki | bieg na 10000 m                         | 28:37,0                                                           |
| Srebro        | Hans-Joachim Reske Manfred Kinder Johannes Kaiser Carl Kaufmann                                                                           | sztafeta 4 x 400 m                      | 3:02,7                                                            |
| Srebro        | Walter Krüger | rzut oszczepem                          | 79,36 m                                                           |
| Srebro        | Jutta Heine | bieg na 200 m                           | 24,4                                                              |
| Srebro        | Martha Langbein Anni Biechl Brunhilde Hendrix Jutta Heine                                                                                 | sztafeta 4 x 100 m                      | 44,8                                                              |
| Srebro        | Johanna Lüttge | pchnięcie kulą                          | 16,61 m                                                           |
| Brąz          | Ursula Donath | bieg na 800 m                           | 2:05,6                                                            |
| Brąz          | Gisela Birkemeyer | bieg na 80 m przez płotki               | 11,0                                                              |
| Brąz          | Hildrun Claus | skok w dal                              | 6,21 m                                                            |
| Pływanie      | |                                         |                                                                   |
| Srebro        | Wiltrud Urselmann | 200 m stylem klasycznym                 | 2:50,0                                                            |
| Brąz          | Barbara Göbel | 200 m stylem klasycznym                 | 2:53,6                                                            |
| Brąz          | Christel Steffin Heidi Pechstein Gisela Weiss Ursel Brunner                                                                               | sztafeta 4 x 100 m stylem dowolnym      | 4:19,7                                                            |
| Brąz          | Ingrid Schmidt Ursula Küper Bärbel Fuhrmann Ursel Brunner                                                                                 | sztafeta 4 x 100 m stylem zmiennym      | 4:47,6                                                            |
| Skoki do wody | |                                         |                                                                   |
| Złoto         | Ingrid Krämer | trampolina - 3 m                        | 155,81 pkt                                                        |
| Złoto         | Ingrid Krämer | wieża - 10 m                            | 91,28 pkt                                                         |
| Strzelectwo   | |                                         |                                                                   |
| Złoto         | Peter Kohnke | karabin małokalibrowy leżąc 50 m        | 590 pkt                                                           |
| Brąz          | Klaus Zähringer | karabin małokalibrowy trzy postawy 50 m | 1139 pkt                                                          |
| Szermierka    | |                                         |                                                                   |
| Złoto         | Heidi Schmid | floret indywidualnie                    | 6 wygranych walk                                                  |
| Brąz          | Jürgen Brecht Timothäus Gerresheim Eberhard Mehl Jürgen Theuerkauff                                                                       | floret drużynowo                        | W meczu o 3. miejsce pokonali reprezentację Węgier                |
| Wioślarstwo   | |                                         |                                                                   |
| Złoto         | Bernhard Knubel Heinz Renneberg Klaus Zerta                                                                                               | dwójka ze sternikiem                    | 7:29,14                                                           |
| Złoto         | Gerd Cintl Horst Effertz Klaus Riekemann Jürgen Litz Michael Obst                                                                         | czwórka ze sternika                     | 6:39,12                                                           |
| Złoto         | Manfred Rulffs Walter Schröder Frank Schepke Kraft Schepke Karl-Heinrich von Groddeck Karl-Heinz Hopp Klaus Bittner Hans Lenk Willi Padge | ósemka                                  | 5:57,18                                                           |
| Srebro        | Achim Hill | jedynka                                 | 7:20,21                                                           |
| Zapasy        | |                                         |                                                                   |
| Złoto         | Wilfried Dietrich | waga ciężka w stylu wolnym              | W finale pokonał reprezentanta Turcji Hamita Kaplana              |
| Srebro        | Günther Maritschnigg | waga półśrednia w stylu klasycznym      | W finale przegrał z reprezentantem Turcji Mithatem Bayrakiem      |
| Srebro        | Lothar Metz | waga średnia w stylu wolnym             | W finale przegrał z reprezentantem Bułgarii Dimityrem Dobrewem    |
| Srebro        | Wilfried Dietrich | waga ciężka w stylu wolnym              | W finale przegrał z reprezentantem ZSRR Iwanem Bohdanem           |
| Żeglarstwo    | |                                         |                                                                   |
| Brąz          | Rolf Mulka Ingo von Bredow Achim Kadelbach                                                                                                | klasa Latający Holender                 | 5882 pkt                                                          |